# Iosif Goldiș
Iosif (Ioan) Goldiș (n. 17 februarie 1836, Socodor, Arad – d. 23 martie 1902, Arad) a fost un episcop român, membru corespondent (1882) al Academiei Române.
Iosif Goldiș a fost înscăunat episcop ortodox în anul 1899.
A fost unchiul politicianului român Vasile Goldiș.